# Kekkon dekinai otoko
Kekkon dekinai otoko (結婚できない男), ovvero L'uomo che non può sposarsi, è un dorama giapponese del 2006 che racconta la storia di un misantropo e insopportabile scapolo quarantenne deciso più che mai a non sposarsi.
Prodotto dalla Kansai Telecasting Corporation e dalla Media Mix Japan è stato trasmesso su Fuji TV ed ha per protagonista Hiroshi Abe.

## Trama
Shinsuke Kuwano è un geniale architetto quarantenne dal pessimo carattere.
Malgrado nel suo lavoro sia considerato una autorità indiscussa il suo atteggiamento pignolo, pedante e leggermente misantropo lo rende insopportabile per chiunque, cosa che in verità non lo tocca minimamente. Gli unici che riescono a stargli vicino sono il suo giovane assistente Eiji e la collega di lavoro Maya, che a loro volta però faticano non poco a tenere a freno gli atteggiamenti spesso irrispettosi di Kuwano, il quale spesso e volentieri finisce per mettere in fuga i suoi stessi clienti con i suoi modi di fare.
Oltretutto, malgrado l'età, Kuwano non ha alcuna intenzione di sposarsi, felice oltremodo della sua attuale condizione che gli consente di fare tutto quello che vuole senza preoccuparsi dei legami famigliari (al punto da cercare di schivare persino l'anziana madre, la sorella e il marito di questa).
Tra le sue varie passioni vi è quella per la musica, lanciata ogni sera a tutto volume senza nessun rispetto per i vicini di appartamento, e in particolare per la giovane impiegata Michiru, che tuttavia una sera, bussando alla sua porta per lamentarsi, trova il padrone di casa riverso a terra in preda a dolori addominali. In uno slancio di generosità Michiru accompagna Kuwano nell'ospedale gestito dal marito della sorella, dove i due fanno la conoscenza della dottoressa Natsumi Hayasaka, anche lei nubile quarantenne alla perenne ricerca dell'uomo giusto.
Tra Natsumi, Michiru e Maya si formerà nel tempo un legame molto saldo, che spingerà le tre donne ad incontrarsi spesso per discutere sempre della stessa cosa: esisterà mai una donna capace di far innamorare di sé un tipo come Kuwano?

## Personaggi
Hiroshi Abe - Shinsuke KuwanoArchitetto con uno studio a shinjuku, nel suo campo è considerato uno dei migliori del Giappone.
Malgrado abbia ormai superato la soglia dei quarant'anni non si è ancora sposato, questo sia per sua libera scelta, sia per il proprio carattere scontroso, supponente e leggermente misantropo, capace di portare all'esasperazione chiunque lo avvicini. Ciò nonostante è capace di realizzare case magnifiche, con un occhio particolare per la cucina, da lui ritenuto l'ambiente più importante della casa in quanto punto di raccolta della famiglia. Ha una sorella minore, Keiko, sposata con il direttore di un prestigioso ospedale, ma evita sia lei che la madre in quanto ogni volta entrambe non perdono occasione per ricordargli il suo essere ancora scapolo. Tra le sue varie passioni vi sono i giochi di società (che gioca da solo...), i modellini, i DVD e la musica classica, che ama ascoltare a tutto volume mimando i movimenti del direttore d'orchestra.
Yui Natsukawa - Natsumi HayasakaDottoressa, lavora al pronto soccorso dell'ospedale Nakagawa, dove lavora anche il marito di Keiko.
Malgrado nel suo lavoro sia calma e composta sa essere estremamente battagliera, tanto da spingere all'obbedienza perfino Kuwano. Cerca in tutti i modi di consigliare al meglio il burbero architetto sul suo stato di salute, sì da spingerlo a tenere uno stile di vita più sano, venendo però puntualmente ignorata. Come Kuwano è ancora zitella alla soglia dei quarant'anni, dopo aver rifiutato anni addietro una proposta di matrimonio che avrebbe compromesso le sue aspirazioni lavorative, e come Kuwano ciò è causa di rapporti complicati con la famiglia.
Ryoko Kuninaka - Michiru TamuraImpiegata in una concessionaria, è la giovane vicina di casa di Kuwano
Nonostante il suo lavoro non troppo remunerativo può permettersi l'appartamento in cui vive assieme al suo carlino Ken grazie allo zio, che glielo ha lasciato per trasferirsi a Los Angeles. Tutte le sere è costretta a sopportare le maratone a tutto volume di musica classica del vicino, infatti incontra per la prima volta Kuwano dopo essersi andata a lamentare e averlo trovato dolorante a terra a causa di un polipo intestinale. È una consumatrice accanita, incapace di gestire al meglio le proprie spese, al punto da rischiare lo sfratto. È costantemente alla ricerca del fidanzato giusto (e possibilmente ricco), e benché all'inizio sia quella che avrà più difficoltà a relazionarsi con Kuwano, finirà per entrare anche lei nella competizione per aggiudicarsi le attenzioni del burbero architetto.
Takashi Tsukamoto - Eiji MurakamiÈ il neolaureato e sottopagato assistente di Kuwano, al quale si è legato per poterne apprendere le conoscenze a aprire un domani il proprio studio.
Perennemente squattrinato a causa della cronica mancanza di soldi, cerca nonostante tutto di dare una buona impressione di sé sfruttando il proprio charme e i propri modi raffinati, anche se poi finisce spesso per mettersi in ridicolo. Malgrado sia già fidanzato con Saori, una collega di Maya, quando conosce Michiru cerca di intraprendere una relazione clandestina con lei, venendo scoperto però quasi subito ma riuscendo in qualche modo a salvare il suo fidanzamento. Malgrado non sia al livello di Kuwano (i suoi lavori vengono prontamente stroncati) dimostra di avere del talento nel proprio lavoro.
Reiko Takashima - Maya SawazakiÈ una partner di lavoro di Kuwano, l'unica oltre ad Eiji che riesca a sopportarne gli eccessi.
Lavora in un'agenzia di consulenza che mette in contatto gli studi di architettura con i potenziali committenti, e come Kuwano e Natsumi anche lei è alla soglia dei quaranta, ma a differenza loro non ha ancora abbandonato l'idea di sposarsi. Suo è il compito di mediare con i clienti, cercando quanto possibile di venire incontro alle loro esigenze e richieste, cosa assai difficile quando si ha a che fare con Kuwano, che spesso deve tirare fuori dai guai in cui i suoi atteggiamenti talvolta finiscono per cacciarlo.
Rieko Miura- Keiko NakagawaLa sorella minore di Kuwano, fa la casalinga.
Madre e moglie premurosa si prodiga per aiutare e supportare la famiglia, arrivando a chiudere un occhio sulle scappatelle del marito con escort e accompagnatrici. Ha una figlia, Yumi, che va ancora all'asilo ed è molto affezionata allo zio. È in buoni rapporti con il fratello, che invita spesso a cena nel tentativo di fargli scoprire un'alimentazione più sana e controllata.
Toshinori Omi - Yoshio NakagawaIl marito di Keiko, è il direttore dell'ospedale Nakagawa.
È solito frequentare night club e accompagnatrici, anche in orario di lavoro, ma nonostante ciò è sinceramente innamorato di sua moglie, al punto che questa accetta di perdonarlo quando la sua passione viene alla luce. Ha un rapporto abbastanza buono con Kuwano, un po' meno con l'anziana suocera.
Mitsuko Kusabue - Ikuyo KuwanoLa madre di Kuwano.
Vive vicino alla figlia e al genero ed è spesso ospite da loro a cena. Ogni volta che incontra il figlio, non perde occasione per esortarlo a sposarsi al più presto.
- Sheila Kato - Nishimura Chizuru, amica di Michiru
- Yuko Nishimaru - Ozawa Mari
- Iku Takamatsu - Emori Kazumi
- Emi Hiraoka - Nakagawa Yumi
- Sakura (attrice) - Yoshikawa Saori
- Noboru Takachi - Kaneda Hiroyuki
- Naohito Nagaoka - il barista
- Ayano Tachibana - cassiere del combini
- Hiroyuki Nishio - cassiere del videonoleggio
- Ryoko Matsui - cameriera
- Mansaku Fuwa -

### Star ospiti
- Yoichiro Seto - socio di Natsumi Omiai (ep1)
- Ryoko Yuui - la donna alla festa (EP1)
- Ryoichi Yamaguchi (ep1)
- Mayu Gamo (ep1)
- Mari Shimomura amica di Kaneda (EP3)
- Saki Kagami - la guida di tour in autobus (ep4)
- Fujio Mori (EP5)
- Maiko Morizono (EP6)
- Akira Shirai - Illustrator Yuuki (EP6)
- Akira Kubo - parente di Kuwano (EP7)
- Raita Ryu - Hayasaka Yasou (padre di Natsumi, EP7)
- Yōko Mitsuya - Yuki Nagasawa (EP9)
- Norimasa Fuke - Yamashita Takuro (EP9-10)
- Tatsuhito Okuda (EP10)
- Takashi Nagayama - l'uomo mummia (EP11)
- Yasuto Kosuda - il poliziotto (EP11)

### Curiosità
- Kuwano, essendo un appassionato di cinema, è solito recarsi in un videonolleggio per affittare dvd i cui titoli si richiamano a famosi film e serie televisive. Tra questi, l'architetto risulta essere fan della serie tv 25, chiaramente ispirata a 24. Nell'episodio 8 inoltre vi è una citazione del film Titanic, di cui viene ripresa la celebre colonna sonora.
- Kuwano è un grande appassionato di musica. In particolare, è solito ascoltare spesso il Quarto Movimento della Sinfonia n. 5 di Šostakovič.
- Il personaggio di Shinsuke Kuwano mostra una certa somiglianza con Gregory House, protagonista della serie tv americana Dr. House, con il quale condivide numerose caratteristiche. Entrambi sono considerati delle autorità nel proprio campo (Architettura il primo, Medicina Diagnostica il secondo), ma compensano la loro genialità con un carattere misogino e supponente; tutti e due sono maniaci dell'ordine e della perfezione per quanto riguarda la pulizia della propria casa ed il proprio lavoro, ma superficiali nell'apparire (vestiti sgualciti o informali e capelli talvolta spettinati). Kuwano ed House condividono anche passioni comuni: la musica classica, il cinema, i giochi (da tavolo per Kuwano, elettronici per House), la cucina e l'arte. Inoltre, entrambi sono soggetti a delle dipendenze che causano loro problemi di salute: Kuwano è dipendente dalla carne così come House è dipendente dal vicodin.

### Episodi
| Nº | Titolo italiano (traduzione letterale) Giapponese 「Kanji」 - Rōmaji | In onda           | In onda |
| Nº | Titolo italiano (traduzione letterale) Giapponese 「Kanji」 - Rōmaji | Giapponese        |         |
| 1  | Mi piace stare da solo, e allora!! 「一人が好きで悪いか!!」 - Hitori ga sukide warui ka! | 4 luglio 2006     |         |
| 1  | Shinsuke Kuwano, un geniale architetto scapolo, nel suo campo è un'autorità indiscussa, ma il suo carattere impossibile lo rende insopportabile per chiunque gli stia intorno, a cominciare dai suoi partner di lavoro, il giovane Eiji e la quarantenne Maya. Una sera, mentre ascolta la musica a tutto volume, viene redarguito dalla sua vicina di casa, la giovane Michiru, che aperta la porta lo trova però in preda a forti dolori addominali e lo accompagna all'ospedale, dove i due fanno la conoscenza della dottoressa Natsumi, anche lei nubile e prossima ai quaranta. L'incontro con queste tre donne, per la prima volta, fa scoccare qualcosa nell'animo del burbero architetto. |                   |         |
| 2  | Mangio quello che mi pare, e allora! 「好きなものを食って悪いか!!」 - Sukinamono o kutte warui ka! | 11 luglio 2006    |         |
| 2  | La passione di Kuwano per la carne lo porta ad avere problemi di salute, e a nulla servono i tentativi di Natsumi per spingerlo a tenere uno stile di vita più sano. La dottoressa ne parla quindi con il suo principale, il dottor Nakagawa, che è anche il marito di Keiko, la sorella minore di Kuwano, e che riesce a convincere Kuwano ad accettare un invito a cena. Intanto Eiji, pur essendo già fidanzato con Saori, tenta di sedurre Michiru, la quale a sua volta, dopo essere stata lasciata dal suo ultimo fidanzato, intreccia una bella amicizia con Natsumi. Quando Kuwano si fa male durante un'ispezione ad un cantiere Eiji, Natsumi e Michiru lo invitano a cena, ma lui, a causa della sua lingua lunga, finisce per farsi odiare. |                   |         |
| 3  | Spendo i soldi come mi pare, e allora! 「好きにお金を使って悪いか!!」 - Suki ni okane o tsuka~tsu te warui ka! | 18 luglio 2006    |         |
| 3  | Kuwano, essendo relativamente benestante, ha la tendenza a spendere i suoi soldi in modo alquanto bizzarro. Di contro Eiji, dato il suo magro stipendio, non riesce a mettersi in mostra con Michiru, che a sua volta, data la sua frivolezza, si ritrova da un momento all'altro senza soldi e con le spese condominiali da pagare. Nel mentre Kuwano, che si era visto rifiutare un progetto, in disaccordo con la sua etica e il suo atteggiamento pignolo decide inaspettatamente di venire incontro alla richieste del cliente, con grande stupore dei suoi dipendenti. Venuto quindi a sapere dei problemi economici di Michiru vorrebbe aiutarla, ma lei, capendo che si tratta di un gesto di compatimento piuttosto che di reale supporto, rifiuta. Fortunatamente interviene lo zio di Michiru, che paga il debito evitandole di dover lasciare la casa. Nel frattempo Saori scopre il tradimento di Eiji, ma sceglie di perdonarlo.           |                   |         |
| 4  | Amo passare il weekend da solo, e allora! 「休日を一人で過ごして悪いか!!」 - Kyūjitsu o hitori de sugoshite warui ka! | 25 luglio 2006    |         |
| 4  | Kuwano, dopo aver regalato a Michiru dei biglietti omaggio per un parco divertimenti avuti dalla sorella, si ritrova inaspettatamente ad avere una domenica libera, e non avendo nessuno con cui passarla sceglie di partecipare ad un giro turistico della città, lo stesso al quale si è aggregata anche Natsumi, anche se la gita, come era prevedibile, viene guastata dall'atteggiamento pignolo e insopportabile del burbero architetto. Nel mentre Maya cerca di scoprire il significato di una data che Kuwano si è annotato sul calendario, che alla fine si scoprirà essere quella della festa dei fuochi d'artificio di Jingu. Shinsuke, però, sembra intenzionato ad andarci con qualcuno. Di chi potrà trattarsi? |                   |         |
| 5  | Non faccio entrare in casa nessuno, e allora! 「家に人を入れないで悪いか!!」 - Ie ni hito o irenaide warui ka! | 1º agosto 2006    |         |
| 5  | Kuwano si ritrova a dover fare gli straordinari per poter consegnare in tempo una commissione ricevuta all'ultimo momento, il che lo costringe a massacranti turni di lavoro, fatti di notti in bianco e pochissimo riposo. Alla fine, distrutto dalla fatica, crolla svenuto in ufficio, ma nonostante le esortazioni dei colleghi rifiuta le cure ospedaliere per riprendere subito il lavoro. Natsumi, preoccupata, vorrebbe almeno poterlo visitare a domicilio, se non fosse che Kuwano, geloso oltremodo della propria casa, che tiene pulita in modo quasi maniacale, non vi ha mai fatto entrare nessuno. Chi dei due l'avra vinta? |                   |         |
| 6  | Sono inflessibile, e allora! 「融通きかなくて悪いか!!」 - Yūzū kikanakute warui ka! | 8 agosto 2006     |         |
| 6  | Kuwano si mette nei guai durante una visita al cantiere, assestando senza volerlo un pugno all'abitante di un vicino condominio, e viene esortato a scusarsi per evitare che la cosa degeneri in una denuncia. Intanto Chizuru, una collega e migliore amica di Michiru, chiede informazioni ad Eiji su Kaneda, un sedicente architetto pieno di soldi la cui attività principale consiste nel fare il cascamorto con le ragazze. Kuwano alla fine, un po' a sorpresa, accetta di scusarsi per il pugno accidentale, ma subito dopo decide di rifiutare un'importante commissione per via della frivolezza e superficialità del committente. Maya, sapendo che il suo rifiuto significherebbe la perdita del lavoro per molte persone, chiede aiuto a Natsumi, l'unica che con il passare del tempo sembra in grado di mettere a Kuwano un po' di giudizio in corpo.                                                                                     |                   |         |
| 7  | Odio stare con i parenti, e allora! 「親戚づきあいが嫌いで悪いか!!」 - Shinseki-dzukiai ga kiraide warui ka! | 15 agosto 2006    |         |
| 7  | In occasione dell'anniversario della morte di suo padre, Kuwano si ritrova costretto a presenziare all'evento assieme a tutti i suoi parenti, cosa che rinsalda più che mai la sua determinazione a non sposarsi. Anche Natsumi, però, non se la passa meglio. Suo padre è arrivato in città e freme per incontrarla, ma lei, temendo voglia solo proporle l'ennesimo omiai, fa di tutto per evitarlo. Il genitore, vedendo la vicinanza sviluppatasi tra Natsumi e Kuwano, prima sospetta che tra i due vi sia qualcosa, quindi tenta di servirsi dell'architetto per riuscire finalmente ad avvicinarla. Infatti suo padre vuole parlare sì con lei di matrimonio, ma di quello di qualcun altro. |                   |         |
| 8  | Odio i cani, e allora! 「犬がキライで悪いか!!」 - Inu ga kiraide warui ka! | 22 agosto 2006    |         |
| 8  | Michiru viene colta da un attacco di appendicite, cosa che la costringe inevitabilmente ad un ricovero ospedaliero per potersi operare. Il problema è Ken, che non è abituato a restare da solo per lungo tempo e che non se la sente di affidare a qualche fattoria. Così lo affida ad Eiji, cosa che però ingelosisce Saori, tanto che nel giro di qualche giorno il giovane è costretto a rivolgersi a qualcun altro. Purtroppo, dal momento che il condominio di Natsumi vieta di tenere animali e Maya soffre di una tremenda cinofobia, rimane solo Kuwano, che benché all'inizio non voglia saperne di prendere il cane in casa sua alla fine è costretto a capitolare. La convivenza non è per niente facile, soprattutto perché Ken si diverte a mettere a soqquadro la casa di Kuwano distruggendo ogni cosa, in particolare un pregiato modellino del Titanic che il burbero architetto ha da poco finito di assemblare.                      |                   |         |
| 9  | Ho una fidanzata, e allora! 「彼女ができて悪いか!!」 - Kanojo ga dekite warui ka! | 29 agosto 2006    |         |
| 9  | Yoshio, il marito di Keiko, chiede aiuto a Kuwano per cavarlo da una situazione potenzialmente tragica. Sua moglie Keiko, infatti, lo ha colto in flagrante con una giovane escort, Yuki, e lui per salvarsi ha raccontato che si tratta in realtà della fidanzata di Kuwano, ma per rendere credibile la messinscena è necessario che i due si frequentino realmente. Kuwano si ritrova così risucchiato suo malgrado in un bizzarro gioco di equivoci, con la nuova arrivata che causa una comprensibile incredulità agli occhi dei suoi conoscenti, ovviamente all'oscuro della reale situazione. Il problema è che Yuki, passato il momento della recita, inizia a provare realmente qualcosa per Kuwano, e lo stesso architetto sembra vacillare di fronte all'esuberanza e spontaneità della ragazza. Intanto Maya riceve una interessante offerta di lavoro dalla World Housing, la più grande società di compravendita immobiliare del Giappone. |                   |         |
| 10 | Non capisco i sentimenti delle donne, e allora! 「女ごころがわからなくて悪いか!!」 - On'nagokoro ga wakaranakute warui ka! | 5 settembre 2006  |         |
| 10 | Kuwano viene a sapere della offerta di lavoro ricevuta da Maya, e la cosa lo getta in una profonda crisi; per la prima volta Kuwano si rende conto di quanto la collega di lavoro sia indispensabile per lui sotto molti aspetti, forse non solo meramente lavorativi. L'unico modo per evitare di essere separato da lei sarebbe esternare i propri veri sentimenti, cosa che Kuwano non ha mai fatto in vita sua. Riuscirà il suo animo onesto ad avere la meglio sul suo inarrivabile orgoglio? Nel frattempo Natsumi, per fare contento il padre, accetta di partecipare ad un ennesimo omiai, ma ciò serve solo a farle capire che, forse, l'uomo giusto per lei l'ha già trovato. |                   |         |
| 11 | Odio i motivi floreali, e allora! 「花柄がキライで悪いか!!」 - Hanagara ga kiraide warui ka! | 12 settembre 2006 |         |
| 11 | Michiru è perseguitata da uno stalker, che la importuna incessantemente con messaggi sul cellulare. Ne parla con Natsumi, la quale le suggerisce di non restare mai da sola, e di farsi accompagnare da qualcuno lungo il tragitto tra la casa e l'ufficio. La scelta ricade ovviamente su Kuwano, che negli ultimi tempi è tormentato da una difficile grana lavorativa; un cliente gli ha infatti commissionato la realizzazione di una casa arredata il più possibile con motivi floreali, in assoluto una delle cose che l'architetto odia di più al mondo. Alla fine fine Kuwano, con grande stupore di Michiru e Natsumi, smaschera lo stalker, minacciandolo pesantemente e spaventandolo al punto di farlo desistere. Una indubbia prova di coraggio e buon cuore da parte del burbero architetto, al punto che Michiru ormai non può più nascondere quello che sente di provare per lui.                                                        |                   |         |
| 12 | Sto diventando felice, e allora!? 「幸せになって悪いか!?」 - Shiawase ni natte warui ka!? | 18 settembre 2006 |         |
| 12 | Michiru non ha il coraggio e la forza di rivelare a Kuwano i propri sentimenti, e come se non bastasse scopre che presto dovrà lasciare l'appartamento per l'improvviso ritorno dello zio dagli Stati Uniti. Chiede così a Natsumi di fare da intermediaria, ma come può la dottoressa assumersi tale compito se anche lei ormai non può più negare quello che prova? Nel mentre Kuwano è sulle spine dopo aver concesso un'intervista televisiva solo per poi scoprire che questa è stata tagliata e rielaborata per farlo apparire molto più modesto e umile di quanto non sia. Poi, quando sua madre viene ricoverata in ospedale, il burbero architetto si rende conto che forse è davvero giunto anche per lui il momento di scegliere una compagna per la vita, anche se dentro di lui la scelta l'aveva probabilmente già fatta da tempo. Michiru, Natsumi e Maya: chi sarà la prescelta?                                                         |                   |         |